# Birmese Socialistische Programma Partij
De Birmese Socialistische Programma Partij (Birmaans: မြန်မာ့ဆိုရှယ်လစ်လမ်းစဉ်ပါတီ) was een politieke partij in Myanmar die na de staatsgreep van generaal Ne Win in 1962 werd opgericht en tot de val van zijn regime in 1988 de enige toegelaten partij van het land was. Artikel 11 van de Birmese grondwet van 1974 omschrijft de leidende rol van de BSPP.

## Geschiedenis
Nadat generaal Ne Win in maart 1962 na een militaire staatsgreep aan de macht was gekomen stelde hij de Revolutionaire Raad in als regering en kondigde de "Birmese Weg naar het socialisme" als regeringsbeleid aan. Birma moest een volledig zelfvoorzienende natie worden gebaseerd op socialistische en boeddhistische grondslag. Op 4 juli 1962 richtte hij de Birmese Socialistische Programma Partij op als revolutionaire voorhoedepartij. In januari 1963 werd een beginselprogramma aangenomen voor de BSPP, Bijzondere Karakteristieken van de Birmese Socialistische Programma Partij, waarin de "Birmese Weg naar het socialisme" werd uitgelegd. In het boekje worden zowel westerse democratie en "burgerlijkheid" als het "vulgaire" historisch materialisme verworpen. Wel valt er volgens het boekje veel te leren van de leerstellingen van Marx, Engels en Lenin, maar ze kunnen niet zonder meer klakkeloos worden overgenomen. Later dat jaar verscheen nog het boekje Het Systeem van de Correlatie tussen Mens en zijn Omgeving waarin een synthese tussen socialisme en boeddhisme werd beschreven.
In 1971 werd de BSPP omgevormd van een revolutionaire voorhoedepartij tot een massapartij waarna het partijlidmaatschap voor alle burgers werd aangemoedigd. Zonder partijkaart was het vrijwel onmogelijk om een baan in de publieke sector te krijgen. Vanaf de jaren zeventig werden verschillende industrieën en banken genationaliseerd en werd het voor werknemers in de publieke sector verplicht gesteld om politieke scholing te ondergaan en een paramilitaire training te volgen.
Ne Win, een paranoïde nationalist, ging ervan uit dat Birma werd omringd door buurlanden die ieder moment het land zouden kunnen binnenvallen. Militaire training voor de burgers om bij een buitenlandse invasie het land te verdedigen maakte dan ook deel uit van de "Birmese Weg." Onder Ne Win liet het land, dat immers uitging van "zelfvoorziening", slechts mondjesmaat buitenlandse hulp toe, waardoor de economische situatie steeds slechter werd en de levensstandaard verder afnam. In 1988 verklaarden de Verenigde Naties dat Birma tot de categorie "volslagen onontwikkelde landen" behoorde.
In 1977 vond er een grote zuivering binnen de partij plaats, waarna enkele tot dan toe invloedrijke leden van de partijleiding, uit hun functies werden ontheven. Zij werden door het regime bestempeld als "linkse lieden" of "communisten." Nadien bestond de partijleiding, het Centrale Uitvoerende Comité, louter uit Ne Win getrouwen. Ondanks dat het beleid van de "Birmese Weg" een fiasco bleek, weigerde Ne Win om het beleid te hervormen. In 1988 braken er protesten uit, die een vreedzaam karakter hadden. Veel demonstranten waren studenten en werden door de geheime politie doodgeschoten. Hoewel Ne Win het onderdrukken van de studentenprotesten steunde, besloot hij om in juli van dat jaar af te treden als partijleider. De situatie veranderde echter niet wezenlijk, omdat de onderdrukking van studentendemonstraties, waarbij honderden de dood vonden, gewoon doorgingen.
In september 1988 maakte een militaire staatgreep een einde aan de macht van Ne Win. Het leger onderdrukte de opstanden in het land en de State Peace and Development Council werd gevormd. De militaire junta verbood daarop de BSPP. De Partij van Nationale Eenheid geldt als de opvolger van de BSPP. Pogingen van de zijde van de militaire regering om deze partij om te vormen tot een staatspartij naar het voorbeeld van de BSPP mislukten.

## Congressen
- 28 juni - 11 juli 1971: eerste congres
- Oktober 1973 : tweede congres
- Februari 1977: derde congres
- Augustus 1981: vierde congres
- Oktober 1985 : vijfde congres

Uitzonderlijke congressen vonden plaats in 1973, 1976, 1977, juli 1988 en september 1988

## Partijstructuren
Het hoogste orgaan van de partij was het Congres dat bestond uit afgevaardigden van verschillende partijafdelingen. Het Congres koos de partijvoorzitter en een 150 tot 200 man tellend Centraal Comité. De leden van dit laatste orgaan kozen uit hun midden een dagelijks bestuur, het Centrale Uitvoerende Comité.

## Voorzitters
| Persoon     | Periode                              | Opmerking(en)                                                                                        |
| ----------- | ------------------------------------ | --- |
| Ne Win      | 4 juli 1962 - 23 juli 1988           | Was tevens voorzitter van de Revolutionaire Raad (1962-74), premier (1962-74) en president (1974-81) |
| Sein Lwin   | 26 juli 1988 - 12 augustus 1988      | Was tevens president (1988)                                                                          |
| Maung Maung | 19 augustus 1988 - 18 september 1988 | Was tevens president (1988)                                                                          |

## Jeugdbeweging
Naar Chinees model werden er in 1984 een jeugdbeweging van de BSPP opgericht, de Lanzin lu nge (လမ်းစဉ်လူငယ်), waarvan het lidmaatschap voor studenten verplicht werd gesteld en Voor kinderen was er de Sheizaung lu nge (ရှေ့ဆောင်လူငယ်).